# Velella velella

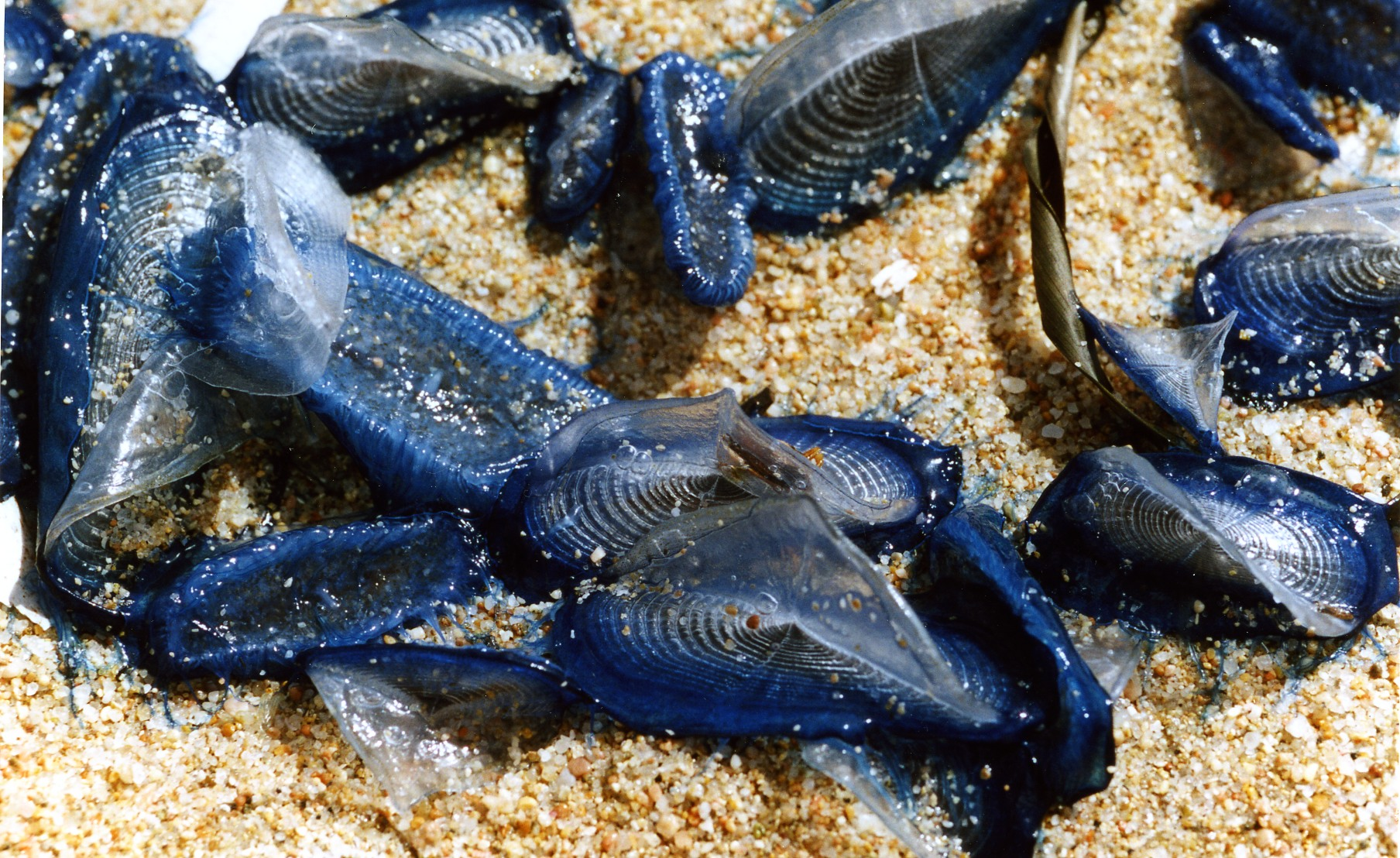
Espécimes de Velella arrojados pelo mar.

Velella velella (Linnaeus, 1758) com o nome comum de veleiro, é uma espécie de hidrozoário flutuante pelágico, com distribuição cosmopolita nos oceanos tropicais e subtropicais, sendo a única espécie descrita do género monotípico Velella. Apresenta-se como uma colónia globosa, com aproximadamente 7 cm de diâmetro máximo, de coloração azul e com múltiplos tentáculos curtos na sua face inferior. A colónia é mantida à superfície do oceano por uma câmara de flutuação achatada.

## Descrição
A espécie é um celenterado pleustónico que bóia livremente na superfície do mar, suspenso por uma câmara achatada de flutuação encimada por uma pequena vela rígida (daí o epíteto específico velella; "pequena vela"), que protrude acima da superfície da água permitindo uma eficiente deslocação impelida pelo vento. Estes cnidários são parentes próximos das medusas e caravelas.
Cada espécime visível de Velella é de facto uma complexa colónia, em geral com menos de 7 cm de comprimento, composta por múltiplos pequenos indivíduos. Como os restantes Cnidaria, o género Velella é constituído por animais predadores, que usam os tentáculos como arma para imobilizar e capturar as suas presas.
Alimentam-se de pequenos organismo, em geral zooplâncton, que capturam com tentáculos pendentes na parte inferior da colónia. Os tentáculos estão recobertos por cnidócitos (também designados por nematocistos) que produzem toxinas paralisantes que injectam quando são tocados.
Ao contrário do que acontece com outros cnidários, os nematocistos de Velella são inofensivos para as pessoas, seja por serem incapazes de perfurar a pele humana ou porque as toxinas neles encapsuladas são ineficazes face ao metabolismo humano. Apesar disso, é aconselhével não tocar a face ou os olhos após manusear um espécime de Velella.
Estes pequenos cnidários inserem-se numa comunidade ecológica de organismos especializados que flutuam livremente na camada mais superficial do oceano, arrastados pelas correntes e pelo vento. Moluscos gastrópodes especializados, incluindo os nudibrânquios do género Glaucus e os caracóis flutuantes do género Janthina, predam estes organismos, constituindo uma complexa cadeia trófica.

## Ciclo de vida
Como muitos Hydrozoa, Velella velella tem um ciclo de vida bipartido, com alternância de gerações assexuadas e sexuadas na forma de pólipo e de medusa, respectivamente.
A típica velela flutuante é a fase pólipo do ciclo de vida, sendo cada "indivíduo", com o seu flutuador e vela, uma colónia hidróide, constituída por múltiplos pólipos que se alimentam do plâncton do oceano, interligados por um sistema de canais que permitem à colónia partilhar a comida que é ingerida por cada pólipo.
Cada velela flutuante é uma colónia sexualmente segregada, contendo apenas pólipos machos ou fêmeas, criando assim velelas masculinas e femininas.
Funcionalmente, a colónia é composta por diferentes tipos de pólipos, alguns com funções alimentares e reprodutivas, designados por gonozoóides, outros com funções de protecção, designados por dactilozoóides. Na parte central da colónia existem gastrozoóides, pólipos com funçoes puramente alimentares.
Iniciando a outra fase do ciclo de vida da espécies, cada gonozoóide produz numerosas medusas minúsculas por gemulação, processo de reprodução assexuada durante o qual a célula continua as suas funções vitais, enquanto o núcleo se divide, com uma das partes migrando para a membrana, onde se forma uma larva que posteriormente é libertada. Por este processo, durante a época de reprodução, cada colónia de Velella produz, ao longo de várias semanas, milhares de minúsculas medusas, cada uma com cerca de 1 mm de diâmetro. Cada medusa é dotada de múltiplas zooxantelas, organismos endossimbióticos unicelulares fotossíntéticos, tipicamente encontrados em corais e em algumas anémonas, que utilizam a radiação solar para produzir os açúcares que fornecem energia à medusa hospedeira.
Apesar de exemplars de Velella mantidos em captiveiro libertarem numerosas medusas, pelo que se presume que o mesmo aconteça no meio natural, as medusas de Velella são raramente capturadas em processos de amostragem de plâncton, sabendo-se muito pouco sobre a sua história natural. As medusas atingem a maturidade sexual em cerca de três semanas, libertando para a água óvulos e espermatozoides que se combinam em zigotos, cada um dos quais produz uma nova colónia hidróide flutuante.

## Distribuição e habitat
Velella velella ocorre nas águas quentes e temperadas de todos os oceanos. Como típico organismo integrado no plêuston, vive na interface entre o ar e a água, com o flutuador e a "vela" acima da superfície da água e com o corpo bolboso, com os tentáculos pendentes, imerso nos primeiros centímetros do oceano. É comum encontrar milhares de velelas a flutuar em areas oceânicas distantes da costa.
Não tendo capacidade autónoma de locomoção, a possibilidade de velejar permite ao organismo deslocar-se rapidamente em relação às águas circundantes, podendo assim explorar em períodos curtos grandes volumes de água, o que aumenta a probabilidade de captura de presas. Em contrapartida, quando o vento sopra em direcção à costa, é inevitável o arrojamento, o que leva a que por vezes surjam milhares de velelas mortas depositadas pelo mar nas praias.
Na generalidade dos anos, ocorrem arrojamentos em massa ao longo da costa ocidental da América do Norte, desde a Colúmbia Britânica até à Califórnia, iniciando-se o arrojamento a partir do norte, progredindo para sul durante várias semanas. Em alguns anos são tantos os animais deixados ao longo da linha da preia-mar pelo recuo da maré que se formam camadas de animais em apodrecimento com alguns centímetros de espessura ao longo de muitas centenas de quilómetros de costa. Arrojamentos em massa também foram reportados na costa sudoeste de Portugal e costa ocidental da Irlanda.

## Taxonomia
Porpitidae é uma família de Hydrozoa constituída por três géneros de hidróides que vivem em livre flutuação na superfície das regiões pelágicas dos oceanos: Velella, Porpita e Porpema.
O enquadramento e posição sistemática destes géneros têm sido objecto de prolongado debate entre os taxonomistas que estudam os Cnidaria pelágicos. A partir de meados do século XIX, os três géneros foram em geral agrupados com os hidróides do agrupamento Athecata, mas alguns autores da época preferiam a sua inclusão nos Siphonophora.
Em 1954 foi estabelecida uma nova ordem para agrupar estes géneros, proposta por Arthur Knyvett Totton, designada Chondrophora. Contudo, alguns autores dessa época preferiam a sua inclusão em Anthomedusae/Athecatae.
A maioria dos autores do ultimo meio século tem favorecido a classificação destes organismos como hidróides coloniais flutuantes atípicos pertencentes ao grupo Athecata, pois produzem medusas claramente integráveis entre as Anthomedusae. Apesar da posição exacta da família Porpitidae no agrupamento taxonómico Athecatae/Anthomedusae não ser ainda clara, a ordem Chondrophora deixou se ser suportada pelos sistematas.